# Zygothrica femina
Zygothrica femina är en tvåvingeart som beskrevs av David Grimaldi 1987. Zygothrica femina ingår i släktet Zygothrica och familjen daggflugor. Inga underarter finns listade i Catalogue of Life.